# Тимчина, Лариса
Лариса Тимчина (рум. Larisa Timchina; 7 декабря 1966, Дубоссары, Молдавская ССР) — молдавская биатлонистка, призёр чемпионата мира по летнему биатлону.

## Карьера
Биатлоном начала заниматься в раннем возрасте. С 1986 года Тимчина выступала на крупных соревнованиях за клуб ЦСКА.
В советское время принимала участие на первенствах союза. В основную женскую сборную по биатлону не входила. После получения независимости Молдавии, биатлонистка получила право участвовать на крупных международных соревнованиях. В 1993 году заняла четвёртое место на соревнованиях «Праздник Севера» в Мурманске.
В 1997 году Тимчина сумела завоевать бронзовую медаль на первенстве мира по летнему биатлону в польском Кракове. Тогда она стала третьей в спринте. Это награда стала первой для молдавских биатлонистов на крупных международных соревнованиях. На следующем чемпионате мира, в 1998 году в Осрбли, заняла четвёртое место в спринте и седьмое — в пасьюте.
В сезоне 1998/1999 Лариса Тимчина выступала на этапах Кубка мира, стартовала в трёх гонках и не поднималась выше 63-го места. В скором времени она завершила свою карьеру.